# Trzebów

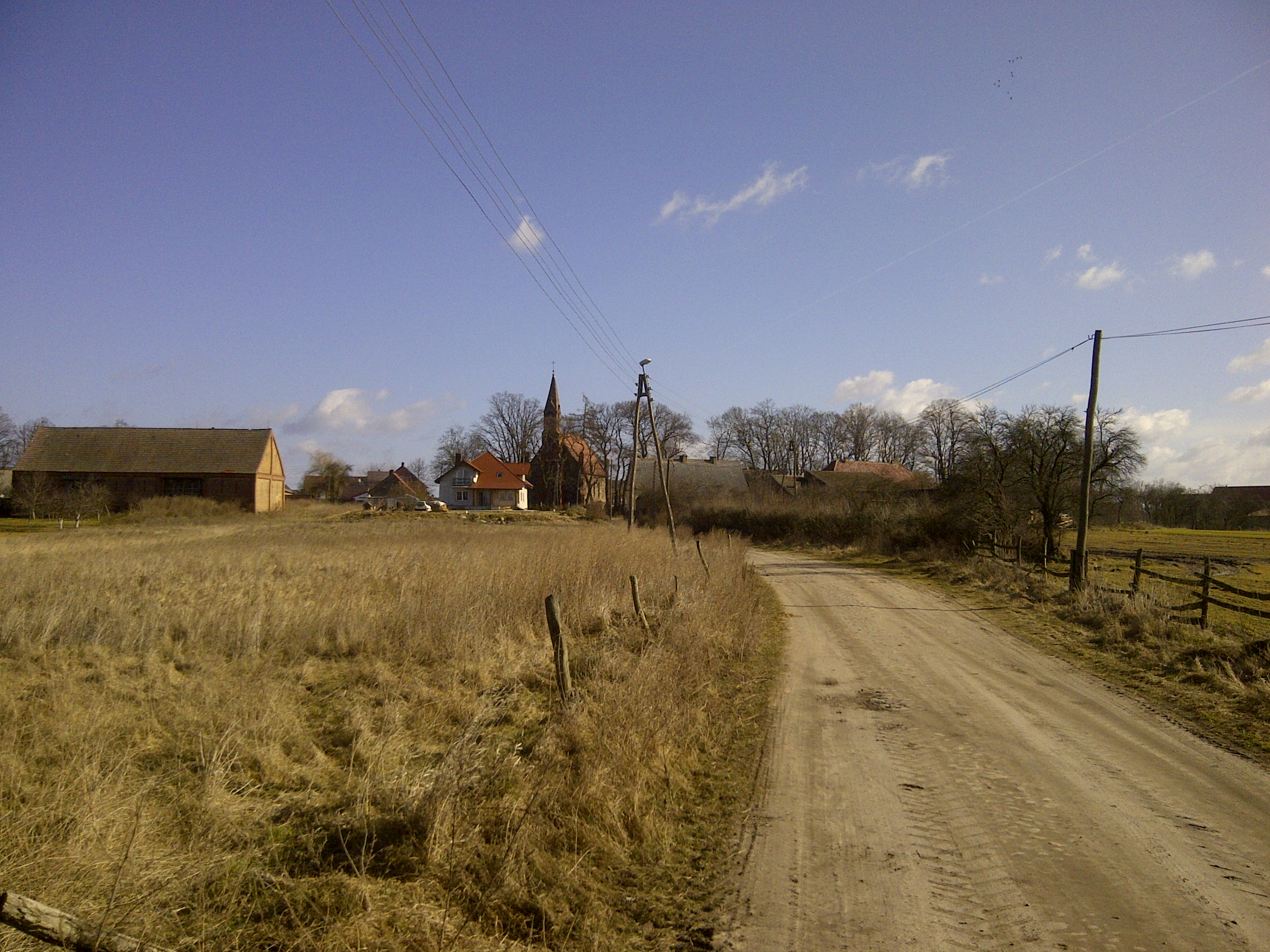
Gezicht op Trzebów, vanuit het westen

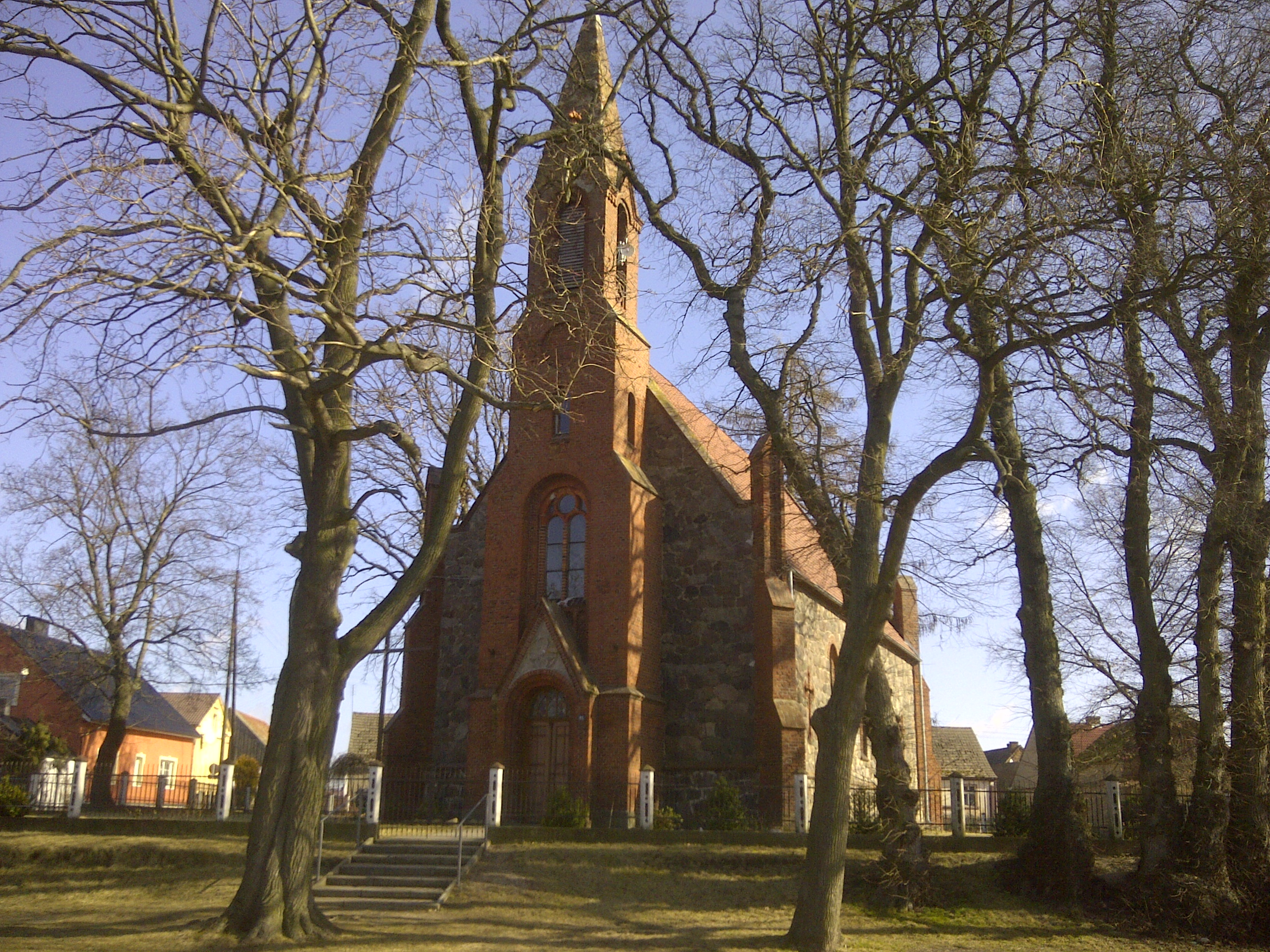
De kerk van Trzebów

Trzebów is een dorp in de gemeente Sulęcin, in het woiwodschap Lubusz, in het westen van Polen. Het telde in 2016 305 inwoners.

## Geschiedenis
Voor 1945 lag deze plaats in de Pruisische provincie Brandenburg in Duitsland.

## Sport en recreatie
Trzebów ligt aan de Europese wandelroute E11. De E11 loopt van Scheveningen via Duitsland, Polen en de Baltische staten naar Tallinn. De route komt via de bossen vanuit Ośno Lubuskie en gaat verder in noordoostelijke richting naar Jarnatów.